# Weishan (köpinghuvudort i Kina, Zhejiang Sheng, lat 29,33, long 120,43)
Weishan (kinesiska: 巍山, 巍山镇) är en köpinghuvudort i Kina. Den ligger i provinsen Zhejiang, i den östra delen av landet, omkring 110 kilometer söder om provinshuvudstaden Hangzhou. Antalet invånare är 51 898. Befolkningen består av 27 899 kvinnor och 23 999 män. Barn under 15 år utgör 9,0 %, vuxna 15-64 år 260 %, och äldre över 65 år 54 %.
Runt Weishan är det tätbefolkat, med 427 invånare per kvadratkilometer. Närmaste större samhälle är Jiangbei, 19,9 km väster om Weishan. Trakten runt Weishan består till största delen av jordbruksmark.
Genomsnittlig årsnederbörd är 2 143 millimeter. Den regnigaste månaden är juni, med i genomsnitt 396 mm nederbörd, och den torraste är januari, med 70 mm nederbörd.